# N̄
Das N̄ (kleingeschrieben n̄) ist ein Buchstabe des lateinischen Schriftsystems, bestehend aus einem N oder n mit übergesetztem Nasalstrich, der als diakritisches Zeichen bzw. Abkürzungszeichen dient.
Es wird in verschiedenen Sprachen verwendet: Obolo, Mwotlap und Ebon sowie zur Transliteration nicht-lateinischer Schriften wie Pinyin. Die Funktion des diakritischen Zeichens ist uneinheitlich und variiert von Sprache zu Sprache.
Unicode kodiert den Überstrich als kombinierendes Zeichen U+0305: N̅, n̅ (=N/n gefolgt von U+0305).